# Lijst van Italiaanse ministers van Economische Zaken

## Ministers van Economische Zaken van Italië (1946–heden)
| Minister van Economische Zaken | Minister van Economische Zaken | Minister van Economische Zaken        | Ambtstermijn                  | Ambtstermijn     | Partij(en)      | Premier(s)                       | Kabinet(en)     |
| ------------------------------ | ------------------------------ | ------------------------------------- | ----------------------------- | ---------------- | --------------- | -------------------------------- | --------------- |
|                                | Rodolfo Morandi                | Rodolfo Morandi (1903–1955)           | 14 juli 1946                  | 31 mei 1947      | PSI             | Alcide De Gasperi (1946–1953)    | De Gasperi II   |
| De Gasperi III                 | Rodolfo Morandi                | Rodolfo Morandi (1903–1955)           | 14 juli 1946                  | 31 mei 1947      | PSI             | Alcide De Gasperi (1946–1953)    |                 |
|                                | Giuseppe Togni                 | Giuseppe Togni (1903–1981)            | 31 mei 1947                   | 15 december 1947 | DC              | Alcide De Gasperi (1946–1953)    | De Gasperi IV   |
|                                | Roberto Tremelloni             | Roberto Tremelloni (1900–1987)        | 15 december 1947              | 24 mei 1948      | PSDI            | Alcide De Gasperi (1946–1953)    | De Gasperi IV   |
|                                | Ivan Matteo Lombardo           | Ivan Matteo Lombardo (1902–1980)      | 24 mei 1948                   | 6 november 1949  | PSDI            | Alcide De Gasperi (1946–1953)    | De Gasperi V    |
|                                | Giovanni Battista Bertone      | Giovanni Battista Bertone (1874–1969) | 6 november 1949               | 30 januari 1950  | DC              | Alcide De Gasperi (1946–1953)    | De Gasperi V    |
|                                | Giuseppe Togni                 | Giuseppe Togni (1903–1981)            | 30 januari 1950               | 25 juli 1951     | DC              | Alcide De Gasperi (1946–1953)    | De Gasperi VI   |
|                                | Pietro Campilli                | Pietro Campilli (1891–1974)           | 25 juli 1951                  | 15 juli 1953     | DC              | Alcide De Gasperi (1946–1953)    | De Gasperi VII  |
|                                | Silvio Gava                    | Silvio Gava (1901–1999)               | 15 juli 1953                  | 17 augustus 1953 | DC              | Alcide De Gasperi (1946–1953)    | De Gasperi VIII |
|                                | Piero Malvestiti               | Piero Malvestiti (1899–1964)          | 17 augustus 1953              | 18 januari 1954  | DC              | Giuseppe Pella (1953–1954)       | Pella           |
|                                | Salvatore Aldisio              | Salvatore Aldisio (1890–1964)         | 18 januari 1954               | 10 februari 1954 | DC              | Amintore Fanfani (1954)          | Fanfani I       |
|                                |                                | Bruno Villabruna (1884–1971)          | 10 februari 1954              | 5 juli 1955      | PLI             | Mario Scelba (1954–1955)         | Scelba          |
|                                | Guido Cortese                  | Guido Cortese (1908–1964)             | 5 juli 1955                   | 20 mei 1957      | PLI             | Antonio Segni (1955–1957)        | Segni I         |
|                                | Silvio Gava                    | Silvio Gava (1901–1999)               | 20 mei 1957                   | 1 juli 1958      | DC              | Adone Zoli (1957–1958)           | Zoli            |
|                                | Giorgio Bo                     | Giorgio Bo (1905–1980)                | 1 juli 1958                   | 15 februari 1959 | DC              | Amintore Fanfani (1958–1959)     | Fanfani II      |
|                                | Emilio Colombo                 | Emilio Colombo (1920–2013)            | 15 februari 1959              | 20 juni 1963     | DC              | Antonio Segni (1959–1960)        | Segni II        |
| Fernando Tambroni (1960)       | Emilio Colombo                 | Emilio Colombo (1920–2013)            | 15 februari 1959              | 20 juni 1963     | DC              | Tambroni                         |                 |
| Amintore Fanfani (1960–1963)   | Emilio Colombo                 | Emilio Colombo (1920–2013)            | 15 februari 1959              | 20 juni 1963     | DC              | Fanfani III                      |                 |
| Amintore Fanfani (1960–1963)   | Emilio Colombo                 | Emilio Colombo (1920–2013)            | 15 februari 1959              | 20 juni 1963     | DC              | Fanfani IV                       |                 |
|                                | Giuseppe Togni                 | Giuseppe Togni (1903–1981)            | 20 juni 1963                  | 5 december 1963  | DC              | Giovanni Leone (1963)            | Leone I         |
|                                | Giuseppe Medici                | Giuseppe Medici (1907–2000)           | 5 december 1963               | 5 maart 1965     | DC              | Aldo Moro (1963–1968)            | Moro I          |
| Moro II                        | Giuseppe Medici                | Giuseppe Medici (1907–2000)           | 5 december 1963               | 5 maart 1965     | DC              | Aldo Moro (1963–1968)            |                 |
|                                | Edgardo Lami Starnuti          | Edgardo Lami Starnuti (1887–1987)     | 5 maart 1965                  | 24 februari 1966 | PSDI            | Aldo Moro (1963–1968)            |                 |
|                                | Giulio Andreotti               | Giulio Andreotti (1919–2013)          | 24 februari 1966              | 12 december 1968 | DC              | Aldo Moro (1963–1968)            | Moro III        |
| Giovanni Leone (1968)          | Giulio Andreotti               | Giulio Andreotti (1919–2013)          | 24 februari 1966              | 12 december 1968 | DC              | Leone II                         |                 |
|                                | Mario Tanassi                  | Mario Tanassi (1910–2007)             | 12 december 1968              | 6 augustus 1969  | PSDI            | Mariano Rumor (1968–1970)        | Rumor I         |
|                                | Domenico Magri                 | Domenico Magri (1903–1983)            | 6 augustus 1969               | 27 maart 1970    | DC              | Mariano Rumor (1968–1970)        | Rumor II        |
|                                | Silvio Gava                    | Silvio Gava (1901–1999)               | 27 maart 1970                 | 26 juni 1972     | DC              | Mariano Rumor (1968–1970)        | Rumor III       |
| Emilio Colombo (1970–1972)     | Silvio Gava                    | Silvio Gava (1901–1999)               | 27 maart 1970                 | 26 juni 1972     | DC              | Colombo                          |                 |
| Giulio Andreotti (1972–1973)   | Silvio Gava                    | Silvio Gava (1901–1999)               | 27 maart 1970                 | 26 juni 1972     | DC              | Andreotti I                      |                 |
| Giulio Andreotti (1972–1973)   |                                | Mauro Ferri                           | Mauro Ferri (1920–2015)       | 26 juni 1972     | 7 juli 1973     | PSDI                             | Andreotti II    |
|                                | Ciriaco De Mita                | Ciriaco De Mita (1928–2022)           | 7 juli 1973                   | 24 november 1974 | DC              | Mariano Rumor (1973–1974)        | Rumor IV        |
| Rumor V                        | Ciriaco De Mita                | Ciriaco De Mita (1928–2022)           | 7 juli 1973                   | 24 november 1974 | DC              | Mariano Rumor (1973–1974)        |                 |
|                                | Carlo Donat-Cattin             | Carlo Donat- Cattin (1919–1991)       | 24 november 1974              | 25 november 1978 | DC              | Aldo Moro (1974–1976)            | Moro IV         |
| Moro V                         | Carlo Donat-Cattin             | Carlo Donat- Cattin (1919–1991)       | 24 november 1974              | 25 november 1978 | DC              | Aldo Moro (1974–1976)            |                 |
| Giulio Andreotti (1976–1979)   | Carlo Donat-Cattin             | Carlo Donat- Cattin (1919–1991)       | 24 november 1974              | 25 november 1978 | DC              | Andreotti III                    |                 |
| Giulio Andreotti (1976–1979)   | Carlo Donat-Cattin             | Carlo Donat- Cattin (1919–1991)       | 24 november 1974              | 25 november 1978 | DC              | Andreotti IV                     |                 |
| Giulio Andreotti (1976–1979)   |                                | Romano Prodi                          | Romano Prodi (1939)           | 25 november 1978 | 20 maart 1979   | O                                |                 |
| Giulio Andreotti (1976–1979)   |                                | Franco Nicolazzi                      | Franco Nicolazzi (1924–2015)  | 20 maart 1979    | 4 augustus 1979 | PSDI                             | Andreotti V     |
|                                | Antonio Bisaglia               | Antonio Bisaglia (1929–1984)          | 4 augustus 1979               | 20 december 1980 | DC              | Francesco Cossiga (1979–1980)    | Cossiga I       |
| Cossiga II                     | Antonio Bisaglia               | Antonio Bisaglia (1929–1984)          | 4 augustus 1979               | 20 december 1980 | DC              | Francesco Cossiga (1979–1980)    |                 |
| Arnaldo Forlani (1979–1980)    | Antonio Bisaglia               | Antonio Bisaglia (1929–1984)          | 4 augustus 1979               | 20 december 1980 | DC              | Forlani                          |                 |
| Arnaldo Forlani (1979–1980)    |                                | Filippo Maria Pandolfi                | Filippo Maria Pandolfi (1927) | 20 december 1980 | 28 juni 1981    | Forlani                          | DC              |
|                                | Giovanni Marcora               | Giovanni Marcora (1922–1983)          | 28 juni 1981                  | 1 december 1982  | DC              | Giovanni Spadolini (1981–1982)   | Spadolini I     |
| Spadolini II                   | Giovanni Marcora               | Giovanni Marcora (1922–1983)          | 28 juni 1981                  | 1 december 1982  | DC              | Giovanni Spadolini (1981–1982)   |                 |
|                                | Filippo Maria Pandolfi         | Filippo Maria Pandolfi (1927)         | 1 december 1982               | 4 augustus 1983  | DC              | Amintore Fanfani (1982–1983)     | Fanfani V       |
|                                | Renato Altissimo               | Renato Altissimo (1940–2015)          | 4 augustus 1983               | 1 augustus 1986  | PLI             | Bettino Craxi (1983–1987)        | Craxi I         |
|                                | Valerio Zanone                 | Valerio Zanone (1936–2016)            | 1 augustus 1986               | 18 april 1987    | PLI             | Bettino Craxi (1983–1987)        | Craxi II        |
|                                |                                | Franco Piga (1927–1990)               | 18 april 1987                 | 28 juli 1987     | DC              | Amintore Fanfani (1987)          | Fanfani VI      |
|                                | Adolfo Battaglia               | Adolfo Battaglia (1930)               | 28 juli 1987                  | 11 april 1991    | PRI             | Giovanni Goria (1987–1988)       | Goria           |
| Ciriaco De Mita (1989)         | Adolfo Battaglia               | Adolfo Battaglia (1930)               | 28 juli 1987                  | 11 april 1991    | PRI             | De Mita                          |                 |
| Giulio Andreotti (1989–1992)   | Adolfo Battaglia               | Adolfo Battaglia (1930)               | 28 juli 1987                  | 11 april 1991    | PRI             | Andreotti VI                     |                 |
| Giulio Andreotti (1989–1992)   |                                | Guido Bodrato                         | Guido Bodrato (1933)          | 11 april 1991    | 28 juni 1992    | DC                               | Andreotti VII   |
|                                | Giuseppe Guarino               | Giuseppe Guarino (1922–2020)          | 28 juni 1992                  | 28 april 1993    | DC              | Giuliano Amato (1992–1993)       | Amato I         |
|                                | Paolo Savona                   | Paolo Savona (1936)                   | 28 april 1993                 | 20 april 1994    | O               | Carlo Azeglio Ciampi (1993–1994) | Ciampi          |
|                                | Paolo Baratta                  | Paolo Baratta (1939)                  | 20 april 1994                 | 10 mei 1994      | O               | Carlo Azeglio Ciampi (1993–1994) | Ciampi          |
|                                | Vito Gnutti                    | Vito Gnutti (1939–2008)               | 10 mei 1994                   | 17 januari 1995  | LN              | Silvio Berlusconi (1994–1995)    | Berlusconi I    |
|                                | Alberto Clò                    | Alberto Clò (1947)                    | 17 januari 1995               | 17 mei 1996      | O               | Lamberto Dini (1995–1996)        | Dini            |
|                                | Pier Luigi Bersani             | Pier Luigi Bersani (1951)             | 17 mei 1996                   | 22 december 1999 | PDS (1996–98)   | Romano Prodi (1996–1998)         | Prodi I         |
| DS (1998–99)                   | Pier Luigi Bersani             | Pier Luigi Bersani (1951)             | 17 mei 1996                   | 22 december 1999 |                 | Romano Prodi (1996–1998)         | Prodi I         |
| Massimo D'Alema (1998–2000)    | Pier Luigi Bersani             | Pier Luigi Bersani (1951)             | 17 mei 1996                   | 22 december 1999 | D'Alema I       |                                  |                 |
| Massimo D'Alema (1998–2000)    |                                | Enrico Letta                          | Enrico Letta (1966)           | 22 december 1999 | 11 juni 2001    | PPI                              | D'Alema II      |
| Giuliano Amato (2000–2001)     | Amato II                       | Enrico Letta                          | Enrico Letta (1966)           | 22 december 1999 | 11 juni 2001    | PPI                              |                 |
|                                | Antonio Marzano                | Antonio Marzano (1935)                | 11 juni 2001                  | 23 april 2005    | FI              | Silvio Berlusconi (2001–2006)    | Berlusconi II   |
|                                | Claudio Scajola                | Claudio Scajola (1948)                | 23 april 2005                 | 17 mei 2006      | FI              | Silvio Berlusconi (2001–2006)    | Berlusconi III  |
|                                | Pier Luigi Bersani             | Pier Luigi Bersani (1951)             | 17 mei 2006                   | 8 mei 2008       | DS (2006–07)    | Romano Prodi (2006–2008)         | Prodi II        |
|                                | Pier Luigi Bersani             | Pier Luigi Bersani (1951)             | 17 mei 2006                   | 8 mei 2008       | DP (2007–08)    | Romano Prodi (2006–2008)         | Prodi II        |
|                                | Claudio Scajola                | Claudio Scajola (1948)                | 8 mei 2008                    | 4 mei 2010       | PdL             | Silvio Berlusconi (2008–2011)    | Berlusconi IV   |
|                                | Silvio Berlusconi              | Silvio Berlusconi (1936–2023)         | 4 mei 2010                    | 4 oktober 2010   | PdL             | Silvio Berlusconi (2008–2011)    | Berlusconi IV   |
|                                | Paolo Romani                   | Paolo Romani (1947)                   | 4 oktober 2010                | 16 november 2011 | PdL             | Silvio Berlusconi (2008–2011)    | Berlusconi IV   |
|                                | Corrado Passera                | Corrado Passera (1954)                | 16 november 2011              | 28 april 2013    | O               | Mario Monti (2011–2013)          | Monti           |
|                                | Flavio Zanonato                | Flavio Zanonato (1950)                | 28 april 2013                 | 22 februari 2014 | DP              | Enrico Letta (2013–2014)         | Letta           |
|                                | Federica Guidi                 | Federica Guidi (1969)                 | 22 februari 2014              | 6 april 2016     | O               | Matteo Renzi (2014–2016)         | Renzi           |
|                                | Matteo Renzi                   | Matteo Renzi (1975)                   | 6 april 2016                  | 10 mei 2016      | DP              | Matteo Renzi (2014–2016)         | Renzi           |
|                                |                                | Carlo Calenda (1973)                  | 10 mei 2016                   | 1 juni 2018      | O               | Matteo Renzi (2014–2016)         | Renzi           |
| O                              | Paolo Gentiloni (2016–2018)    | Carlo Calenda (1973)                  | 10 mei 2016                   | 1 juni 2018      | Gentiloni       |                                  |                 |
|                                | Luigi Di Maio                  | Luigi Di Maio (1986)                  | 1 juni 2018                   | 5 september 2019 | M5S             | Giuseppe Conte (2018–2021)       | Conte I         |
|                                | Stefano Patuanelli             | Stefano Patuanelli (1974)             | 5 september 2019              | 13 februari 2021 | M5S             | Giuseppe Conte (2018–2021)       | Conte II        |
|                                | Giancarlo Giorgetti            | Giancarlo Giorgetti (1966)            | 13 februari 2021              | 22 oktober 2022  | LN              | Mario Draghi (2021–2020)         | Draghi          |
|                                | Adolfo Urso                    | Adolfo Urso (1957)                    | 22 oktober 2022               | heden            | FdI             | Giorgia Meloni (sinds 2022)      | Meloni          |